# Лесное кладбище (Стокгольм)
Лесное кладбище (швед. Skogskyrkogården — Скугсщюркого́рден) — кладбище, расположенное в южной части Стокгольма, Швеция.
Артефакт определённого этапа развития архитектуры от романтического национализма к зрелому функционализму.

## История создания
Осенью 1914 года был объявлен международный архитектурный конкурс, на проект нового кладбища в Эншеде, на юге Стокгольма. Конкурс завершился в 1915 году и был представлен 53 вариантами кладбища, большинство из них были от шведских архитекторов. Был выбран проект молодых архитекторов движения функционализма Гуннара Асплунда и Сигурда Леверенца. Работы начались в 1917 году на территории старого карьера, заросшего соснами, и продолжались три года. Использование архитекторами естественного ландшафта позволило им создать удивительную атмосферу спокойствия, что в дальнейшем оказало сильное влияние на проекты кладбищ по всему миру.
Последняя архитектурная работа Гуннара Асплунда, крематорий с часовнями Веры, Надежды и Святого креста, открылся вскоре после его смерти в 1940 году. В 1994 году Лесное кладбище было занесено в список Всемирного наследия, и, хотя на нём нет такого количества известных погребений, как на Северном кладбище, Лесное кладбище является крупной туристической достопримечательностью. В Павильоне Таллум посетителям предлагается к осмотру выставка, посвящённая кладбищу, его истории и двум архитекторам, создавшим его.

## Некоторые известные люди, похороненные на кладбище
- Александр (Паулус), митрополит Таллинский и всея Эстонии
- Аппельгрен, Брита (1912—1999), актриса
- Асплунд, Гуннар (1885—1940), архитектор
- Гарбо, Грета (1905—1990), актриса
- Кульберг, Биргит (1908—1999), танцовщица и хореограф
- Нильсон, Антон (1887—1989), шведский анархо-коммунист
- Скоглунд, Леннарт (1929—1975), известный футболист
- Стефан (Тимченко) (1898—1979), епископ Патарский
- Суйтс, Густав (1883—1956), эстонский поэт
- Ундер, Мария (1883—1980), эстонская поэтесса и переводчица
- Юнсон, Эйвинд (1900—1976), шведский писатель, лауреат Нобелевской премии
- Юханссон, Альма (1880—1970), миссионер
- Хелльбум, Улле (1925—1982), режиссёр
- Форсберг, Томас (Quorthon) (1966-2004),  шведский музыкант мультиинструменталист, основатель группы Bathory
- Берглинг, Тим (Avicii) (1989-2018), шведский диджей, музыкальный продюсер

## Галерея

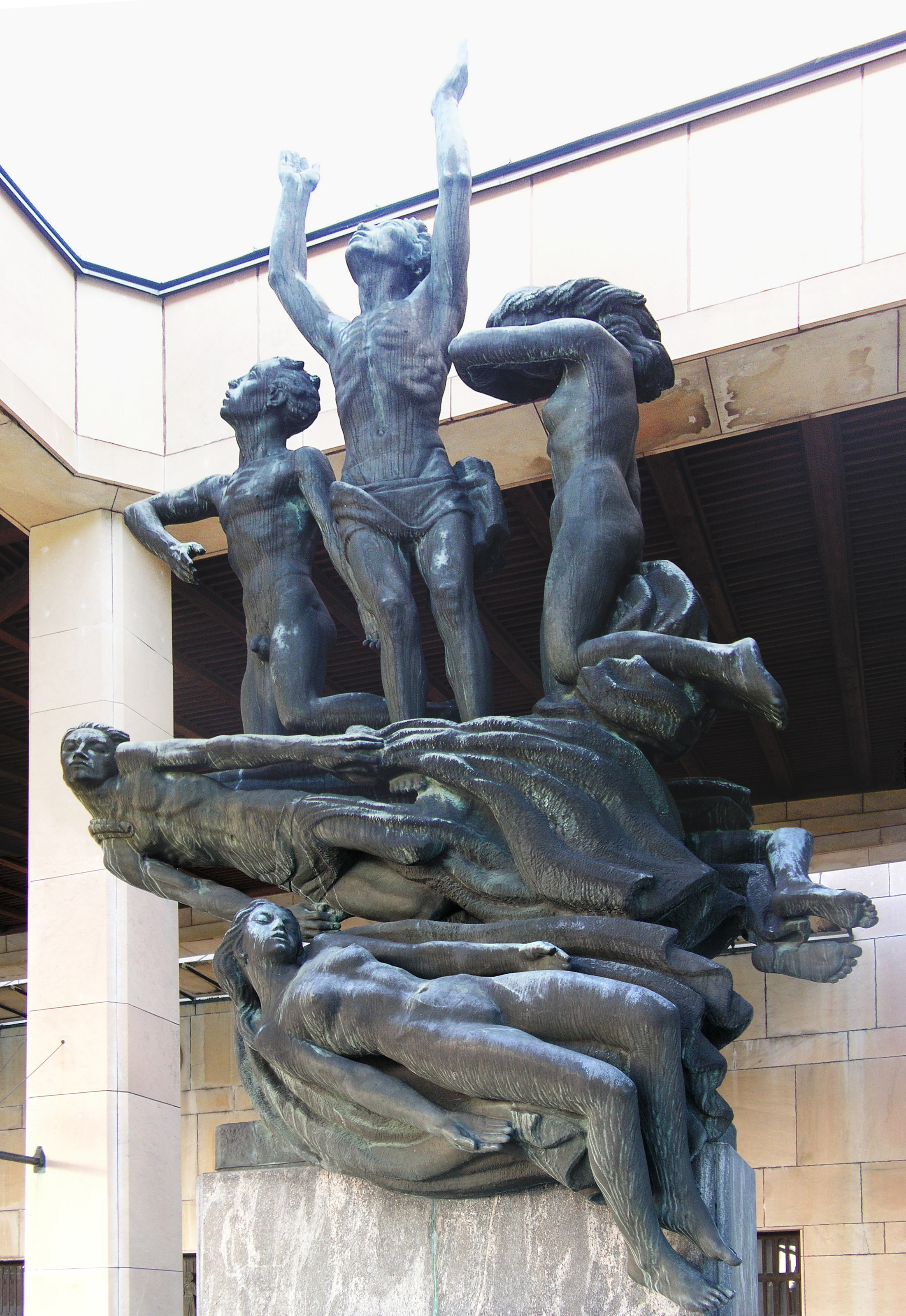
Статуя на часовне Святого креста
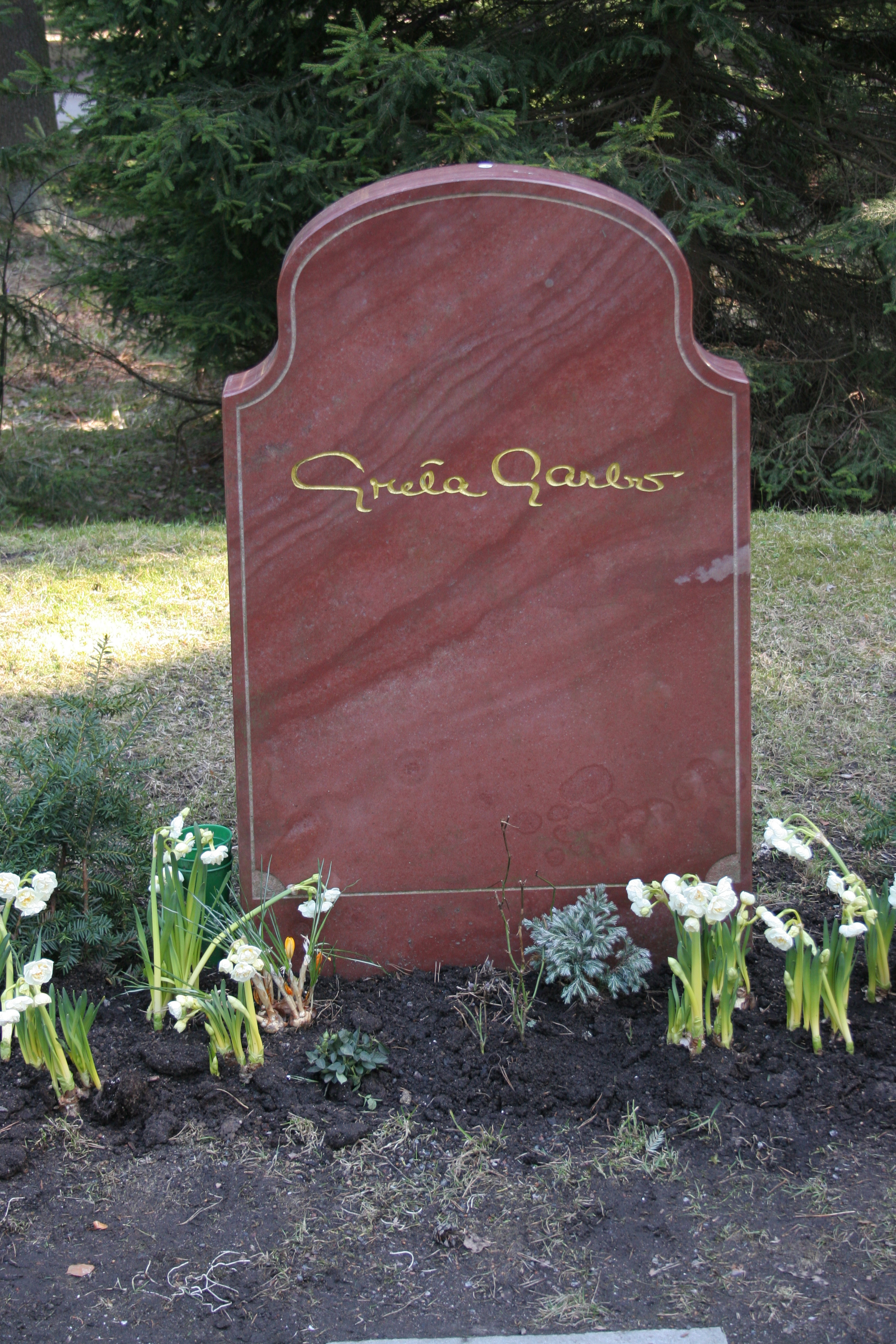
Могила Греты Гарбо
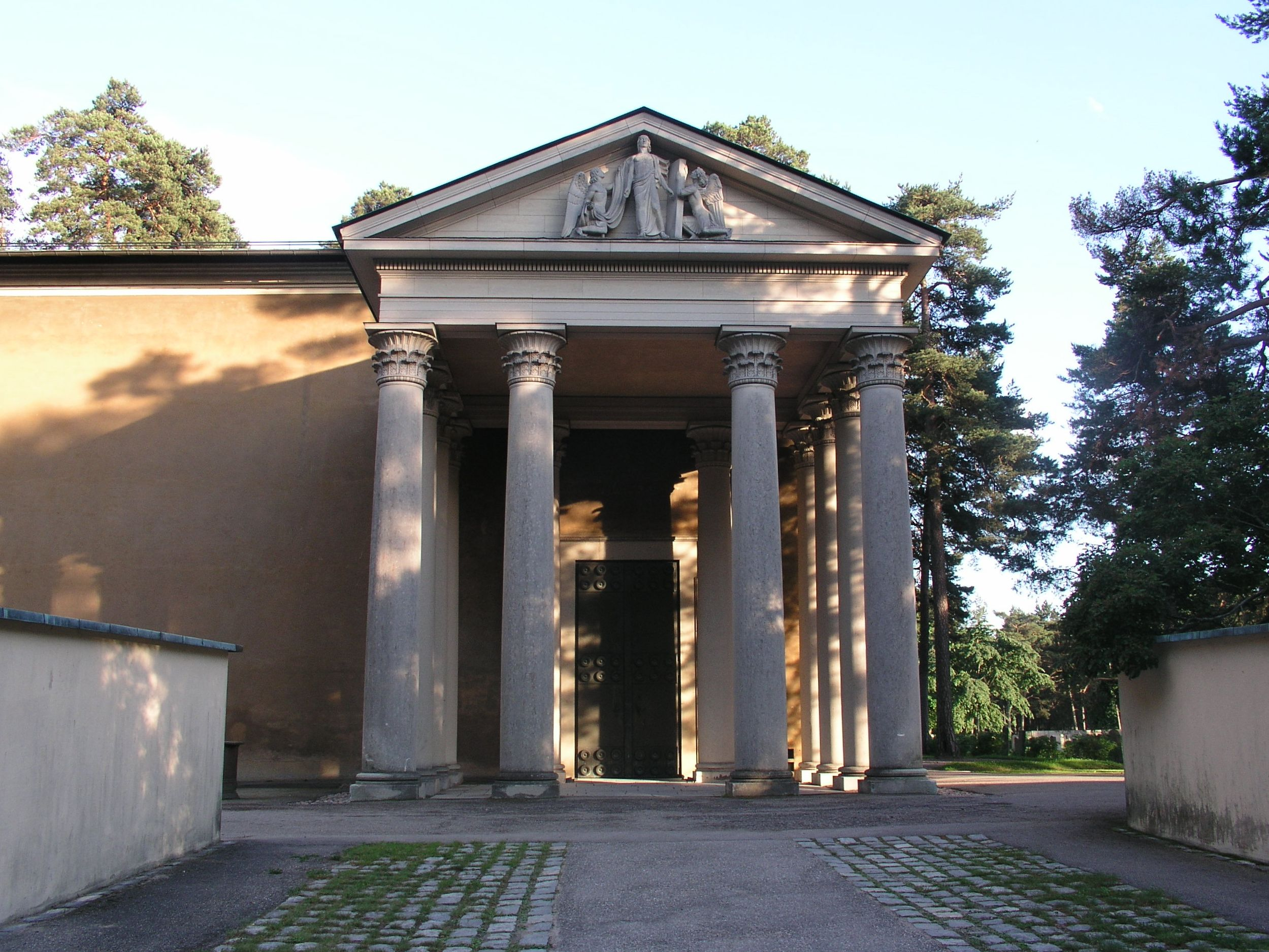
Часовня Воскрешения
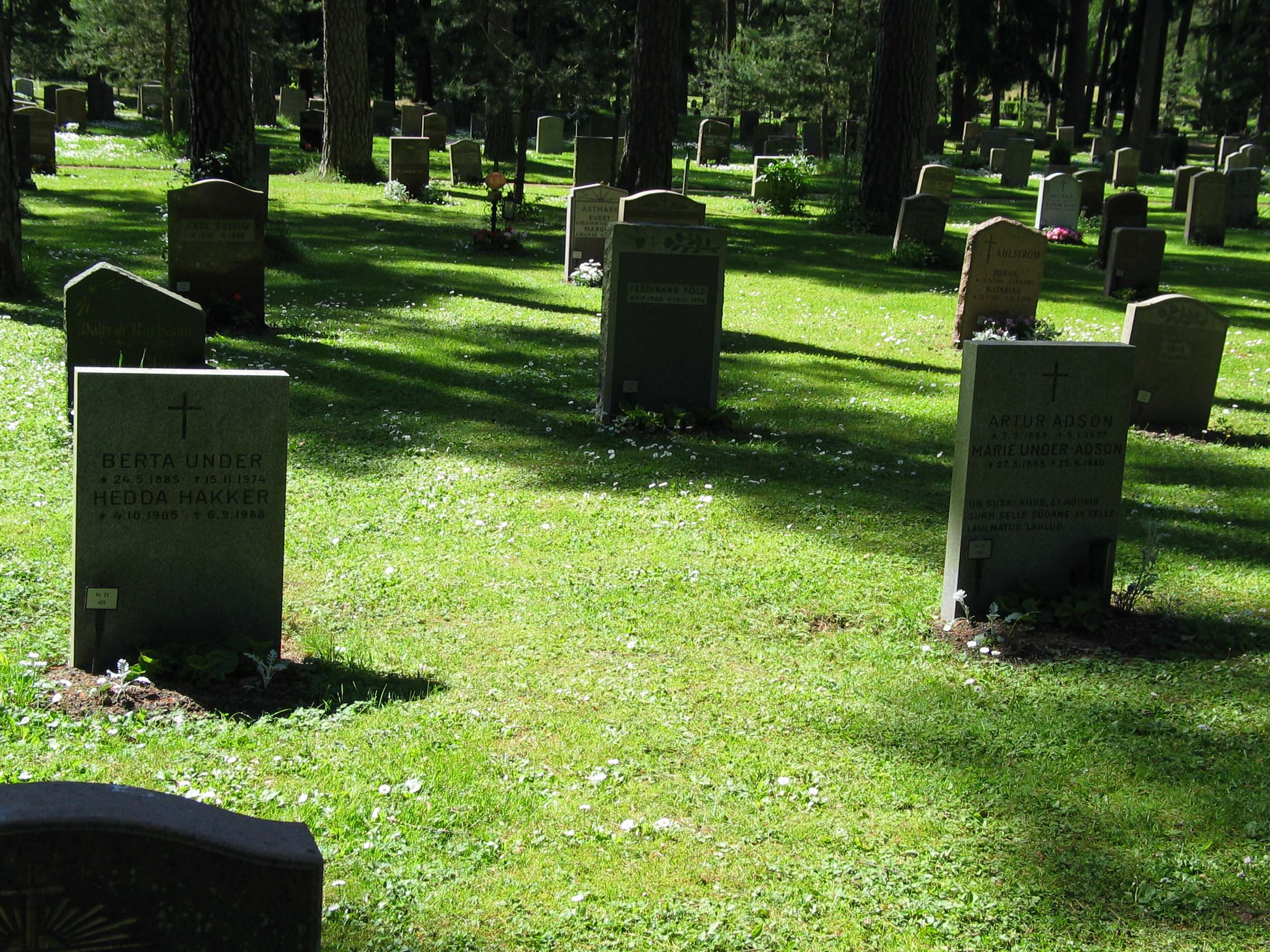
Надгробия на кладбище